# Teótoco de Vladimir
Teótoco de Vladimir, também conhecido como Nossa Senhora de Vladimir, Virgem de Vladimir ou Vladimirskaya  (Russo: Владимирская Богоматерь), é um dos mais venerados ícones orientais. A "Teótoco", que significa literalmente "Portadora de Deus" ou alternadamente Mãe de Deus, é considerada como a protetora da Rússia. Atualmente, o ícone encontra-se na Galeria Tretyakov, em Moscou. 

## Histórico
Segundo a crença cristão ortodoxa, o Teótoco de Vladimir é, provavelmente, o primeiro Ícone cristão da história. Conta-se que São Lucas Evangelista foi quem o pintou em uma placa que servia de mesa para o Salvador (Jesus Cristo) e sua Puríssima Mãe (Maria).
Apesar de não haver muita documentação histórica que corrobore os fatos, acredita-se que o ícone chegou até a Rússia de Quieve vindo de Constantinopla por meio de um barco e que, no começo, foi guardada no Mosteiro de Nossa Senhora, localizado nas imediações de Quieve. 